# 川結村
川結村（かわむすびむら）は、かつて新潟県中蒲原郡にあった村。1901年11月1日の新設合併によって消滅し、現在は新潟市秋葉区の一部となっている。
以下の記述は合併直前当時の旧川結村に関しての記述であり、現在では名称等が異なる場合がある。なお、ここに記述されていない内容に関しては新潟市などの記事を参照。

## 沿革
- 1889年（明治22年）4月1日 - 町村制施行に伴い中蒲原郡川口新田、結新田、覚路津新田（一部）が合併し、川結村が発足。
- 1901年（明治34年）11月1日 - 中蒲原郡荻野村と合併し、荻川村となり消滅。

## 地域
川結村は、合併した村名を継承する以下の大字で構成される。
川口（かわぐち）
1889年（明治22年）まであった川口新田の区域。現在の新潟市秋葉区川口。
結（むすぶ）
1889年（明治22年）まであった結新田の区域。現在の新潟市秋葉区結。
北潟（きたがた）

1889年（明治22年）まであった覚路津新田の内字北潟の区域。現在の新潟市秋葉区北潟。
田島（たじま）

1889年（明治22年）まであった覚路津新田の内字田島の区域。現在の新潟市秋葉区田島。
福島（ふくじま）

1889年（明治22年）まであった覚路津新田の内字福島の区域。現在の新潟市秋葉区福島。